# 梶よう子
梶 よう子（かじ ようこ）は、日本の小説家、時代小説作家。日本推理作家協会会員。

## 略歴
東京都足立区出身。フリーライターとして活躍する傍ら、小説の執筆を開始する。
2005年、『い草の花』で第12回九州さが大衆文学賞の大賞・笹沢左保賞を受賞。2008年、『槿花、一朝の夢』が第15回松本清張賞を受賞し（応募時の名義は蘇芳よう子）、『一朝の夢』と改題され刊行、小説家デビュー。
幼い頃から時代劇を好んでおり、学生時代に浮世絵や江戸風俗に興味を持ったことをきっかけに、時代小説を読み始める。

## 受賞歴
- 2005年『い草の花』で第12回九州さが大衆文学賞（大賞・笹沢左保賞）受賞[7]
- 2008年『一朝の夢』で第15回松本清張賞受賞[7]
- 2016年『ヨイ豊』で第154回直木三十五賞候補[7]
- 2016年『ヨイ豊』で第5回歴史時代作家クラブ賞（作品賞）受賞[7]
- 2016年『ヨイ豊』で第6回本屋が選ぶ時代小説大賞候補
- 2022年『広重ぶるう』で第12回本屋が選ぶ時代小説大賞候補
- 2023年『広重ぶるう』で第42回新田次郎文学賞受賞[8]

## 作品リスト

### 朝顔同心シリーズ
- 『一朝の夢』文藝春秋（2008年6月） /文春文庫（2011年10月）…第15回松本清張賞受賞作品
- 『夢の花、咲く』文藝春秋（2011年12月）/文春文庫（2014年6月）
- 『菊花の仇討ち』文藝春秋（2019年9月）/文春文庫（2022年3月）

### ことり屋おけいシリーズ
- 『ことり屋おけい探鳥双紙』朝日新聞出版（2014年5月） / 朝日文庫（2016年10月）
- 『焼け野の雉』朝日新聞出版（2023年5月）

### みとや：お瑛仕入帖シリーズ
- 『ご破算で願いましては みとや：お瑛仕入帖』新潮社（2014年12月）/新潮文庫（2017年6月）
- 『五弁の秋花：みとや・お瑛仕入帖』新潮社（2016年9月）/新潮文庫（2019年9月）
- 『はしからはしまで: みとや・お瑛仕入帖』新潮社（2018年9月）/新潮文庫（2021年9月）

### 商い同心シリーズ
- 『宝の山 商い同心お調べ帖』実業之日本社（2013年12月）【改題】『商い同心 千客万来事件帖』実業之日本社文庫（2016年1月）
- 『商い同心 人情そろばん御用帖』実業之日本社（2023年12月）

### ノンシリーズ
- 『みちのく忠臣蔵』文藝春秋（2009年6月）/文春文庫（2016年5月）（相馬大作事件）
- 『いろあわせ 摺師安次郎人情噺』角川春樹事務所 角川時代小説倶楽部（2010年8月）/ハルキ文庫（2013年6月）
- 『迷子石』講談社（2010年12月）/講談社文庫（2013年12月）
- 『柿のへた 御薬園同心水上草介』集英社（2011年9月）/集英社文庫（2013年9月）
- 『ふくろう』講談社（2012年6月）/講談社文庫（2015年11月）（千代田の刃傷）
- 『お伊勢ものがたり 親子三代道中記』集英社（2013年9月）/集英社文庫（2016年6月）
- 『宝の山 商い同心お調べ帖』実業之日本社（2013年12月）【改題】『商い同心 千客万来事件帖』実業之日本社文庫（2016年1月）
- 『桃のひこばえ 御薬園同心水上草介』集英社（2014年9月）/集英社文庫（2017年8月）
- 『立身いたしたく候』講談社（2014年）/講談社文庫（2018年2月）
- 『ヨイ豊』講談社（2015年10月）（歌川豊国 （4代目）、豊原国周）/講談社文庫（2017年12月）
- 『連鶴』祥伝社（2015年7月） / 祥伝社文庫（2019年3月）
- 『葵の月』KADOKAWA（2016年4月）/角川文庫（2019年3月）
- 『北斎まんだら』 講談社（2017年2月） / 講談社文庫（2019年8月）
- 『花しぐれ 御薬園同心 水上草介』集英社（2017年5月）/集英社文庫（2020年4月）
- 『墨の香』幻冬舎（2017年9月）/幻冬舎時代小説文庫（2019年6月）
- 『父子ゆえ 摺師安次郎人情暦』角川春樹事務所（2018年1月）/ハルキ文庫・時代小説文庫（2021年7月）
- 『赤い風』文藝春秋（2018年7月）/文春文庫（2021年）
- 『番付屋新次郎世直し綴り』祥伝社文庫（2019年2月）
- 『お茶壺道中』KADOKAWA（2019年3月）/角川文庫（2021年11月）
- 『とむらい屋颯太』徳間書店（2019年6月） / 徳間文庫（2022年7月）
- 『三年長屋』KADOKAWA（2020年2月）
- 『漣のゆくえ とむらい屋颯太』徳間書店（2020年6月）/徳間文庫（2022年8月）
- 『本日も晴天なり 鉄砲同心つつじ暦』集英社（2021年3月）
- 『噂を売る男 藤岡屋由蔵』PHP研究所（2021年7月）
- 『吾妻おもかげ』KADOKAWA（2021年11月）
- 『広重ぶるう』新潮社（2022年6月）/新潮文庫(2024年1月)
- 『空を駆ける』集英社（2022年7月）
- 『我、鉄路を拓かん』PHP研究所（2022年9月）